# Quilava
Quilava is een Vulkaan Pokémon, een fictief wezen uit de gelijknamige spellen- en animatieseries.
Deze pokémon is de evolutie van een van de Johto starter-Pokémon, Cyndaquil. Quilava is van het type Fire. Hij heeft vlammen op zijn kop en rug. Zijn huid zelf is vuurbestendig. Cyndaquil evolueert op level 14 in Quilava. De vorm verandert een beetje. Quilava heeft een wat langer lichaam en is sneller, groter en sterker. Quilava zelf evolueert op level 36 in Typhlosion, de eindevolutie van Cyndaquil. Typhlosion is zeer krachtig en snel. Als hij kwaad is kan hij zelf alles wat hij aanraakt in vlammen laten opgaan.

## Ruilkaartenspel
Er bestaan negen standaard-Quilavakaarten, waarvan er twee alleen in Japan uitgebracht zijn, en een Dark Quilavakaart, alle met het type Fire als element. Verder bestaat er nog één Psychic-type Quilava δ-kaart.